# 31 Cassiopeiae
31 Cassiopeiae är en vit stjärna i huvudserien i stjärnbilden Cassiopeja. Stjärnan har visuell magnitud +5,31 och är synlig vid god seeing. 23 Cas befinner sig på ett avstånd av ungefär 275 ljusår.